# Gerd Fesser
Gerd Fesser, né en 1941 à Sömmerda en Thuringe, est un historien allemand.
Fesser fait des études d'histoire à l'université de Leipzig en se spécialisant dans l'histoire allemande de 1789 à 1917. De 1973 à 1991, il est collaborateur scientifique à l'Institut central d'histoire de l'Académie des sciences de RDA à Berlin. De 1993 à 1996, il travaille à l'Institut historique de l'université d'Iéna. Le thème principal de ses recherches est l'empire de Guillaume II. Il publie de nombreux ouvrages et écrit pour l'hebdomadaire Die Zeit.

## Œuvres
- (de)Preußische Mythen - Ereignisse und Gestalten aus der Zeit der Stein/Hardenbergschen Reformen und der Befreiungskriege" (2012)
- (de)1806 - die Doppelschlacht bei Jena und Auerstedt (2006)
- (de)Europa 1815 - 1914 (2002)
- (de)Caligula - Wilhelm II. und der Caesarenwahnsinn (2001)
- (de)Von der Napoleonzeit zum Bismarckreich (2001)
- (de)Thüringen seit der Reformation (2000)
- (de)Umbruch im Schatten Napoleons (1998)
- (de)Der Traum vom Platz an der Sonne - Deutsche "Weltpolitik" 1897-1914 (1996)
- (de)1866, Königgrätz - Sadowa (1994)
- (de)Reichskanzler Bernhard Fürst von Bülow (1991)
- (de)Linksliberalismus und Arbeiterbewegung (1976)

## Sources
- (de) Cet article est partiellement ou en totalité issu de l’article de Wikipédia en allemand intitulé « Gerd Fesser » (voir la liste des auteurs).